# Oak Grove, Quận Pierce, Wisconsin
Oak Grove là một thị trấn thuộc quận Pierce, tiểu bang Wisconsin, Hoa Kỳ. Năm 2010, dân số của thị trấn này là 2.101 người.